# Thourotte
Thourotte – miejscowość i gmina we Francji, w regionie Hauts-de-France, w departamencie Oise.
Według danych na rok 1990 gminę zamieszkiwało 5256 osób, a gęstość zaludnienia wynosiła 1200 osób/km² (wśród 2293 gmin Pikardii Thourotte plasuje się na 39. miejscu pod względem liczby ludności, natomiast pod względem powierzchni na miejscu 933.).